# Rabila
Rabila is een geslacht van vlinders van de familie uilen (Noctuidae).

## Soorten
- R. albiviridis Hampson, 1916
- R. frontalis Walker, 1865